# Плешешти (Сучава)
Плешешти (рум. Pleșești) насеље је у Румунији у округу Сучава у општини Вултурешти. Oпштина се налази на надморској висини од 314 m.

## Становништво
Према подацима из 2002. године у насељу је живело 664 становника, од којих су сви румунске националности.